# Spoilereffekt

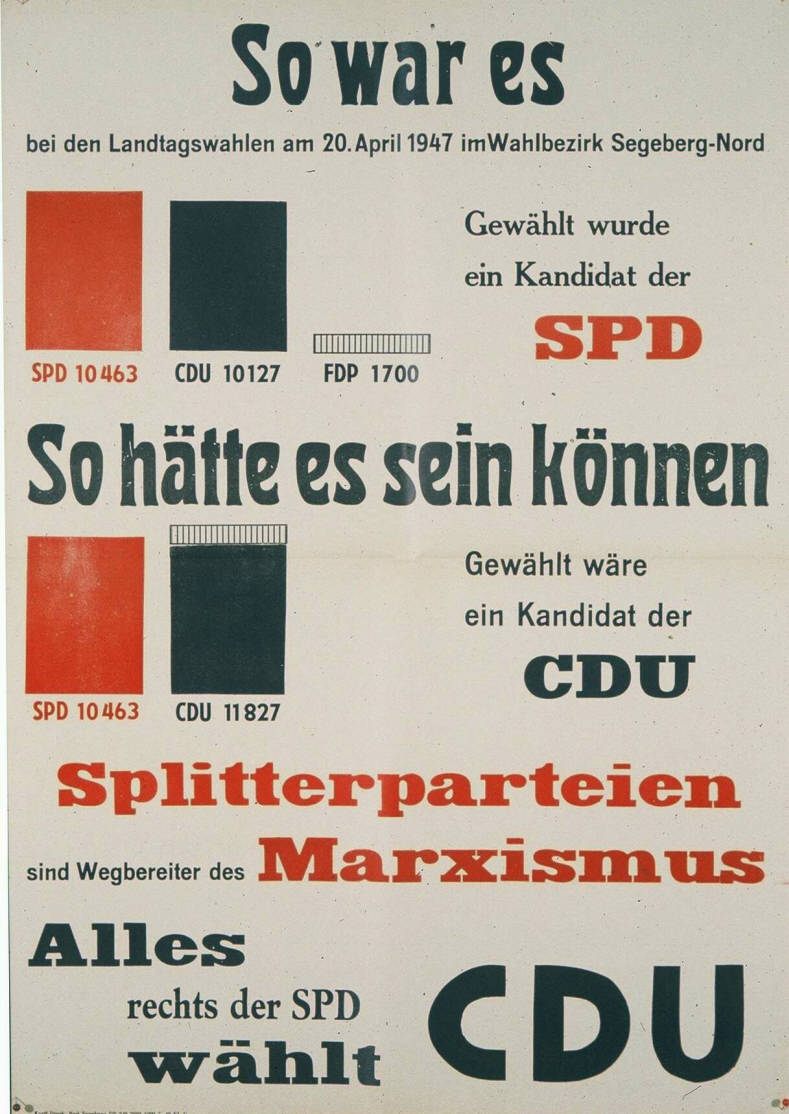
Wahlplakat der CDU (1949), die der FDP vorwarf, der SPD zu helfen

Als Spoilereffekt oder spoiler effect (englisch spoiler ‚Verderber‘) wird in der Politikwissenschaft der Effekt bezeichnet, dass ein Minderheitskandidat dem ihm (politisch) näherstehenden Kandidaten Stimmen entzieht und dadurch dem ihm ferner stehenden Kandidaten zum Sieg verhilft.
Der Effekt tritt vor allem bei einer Mehrheitswahl auf, da hier ein Kandidat auch dann gewinnen kann, wenn er weniger als 50 Prozent der Stimmen erhält. Seien A und A' zwei Kandidaten mit ähnlichem Programm, das von der Mehrheit der Wähler bevorzugt wird, und B ein Kandidat, der entgegengesetzte Ziele befürwortet. Wegen der Stimmen, die zwischen A und A' geteilt werden, kann B gewinnen, obwohl die Mehrheit der Wähler gegen ihn stimmt, wenn beispielsweise A 30 %, A' 30 % und B 40 % der Stimmen erhalten.
Beispielsweise wurden die Präsidentschaftswahlen in den USA in den Jahren 1912, 1992 und 2000 durch Kandidaten dritter Parteien beeinflusst. 1912 konnte Theodore Roosevelt sich bei der Nominierung der Republikaner nicht gegen den amtierenden Präsidenten William Howard Taft durchsetzen. Daraufhin trat er als Kandidat der neu gegründeten Progressive Party an. Bei der Wahl erhielt Roosevelt mehr Stimmen als Taft, jedoch gewann Woodrow Wilson von den Demokraten.
Bei der Wahl 1992 trat mit Ross Perot ein unabhängiger Kandidat an, der dem amtierenden Präsidenten George Bush genügend Stimmen abnahm, um dem demokratischen Kandidaten Bill Clinton mit nur 43 % der Wählerstimmen einen überwältigenden Wahlsieg zu ermöglichen.
Bei der Wahl 2000 erhielt der Kandidat der Demokraten, Al Gore, sogar etwa eine halbe Million mehr Stimmen als der Republikaner George W. Bush; durch die Kandidatur von Ralph Nader für die Grünen fehlten ihm aber die Mehrheit im Wahlmännergremium.
Ein ähnlicher Effekt ermöglichte es 1860 dem Republikaner Abraham Lincoln, sich gegen drei rivalisierende Kandidaten durchzusetzen, wobei jeder einzeln möglicherweise gegen ihn hätte gewinnen können.
In Deutschland führte die SPD 1993 erstmals eine Urwahl zum Parteivorsitz durch. Es kandidierten Rudolf Scharping, Gerhard Schröder und Heidemarie Wieczorek-Zeul. Scharping, der dem rechten Parteiflügel zugerechnet wurde, konnte sich mit einer relativen Mehrheit gegen Schröder durchsetzen, da die ebenfalls dem linken Parteiflügel zugerechnete Wieczorek-Zeul Schröder die Mehrheit kostete.
Ein ähnlicher Effekt kann auch beim Verhältniswahlrecht auftreten, wenn durch eine Sperrklausel eine kleine Partei nicht ins Parlament kommt, einer größeren Partei mit ähnlichem Programm aber genügend Stimmen abnimmt, dass diese keine Mehrheit erhält, die sie ohne das Antreten der kleinen Partei wahrscheinlich erhalten hätte. Eine damit begründete Verfassungsklage zur Einführung einer Eventualstimme wurde in Deutschland 2017 vom Bundesverfassungsgericht abgewiesen.